# Murfreesboro (Tennessee)

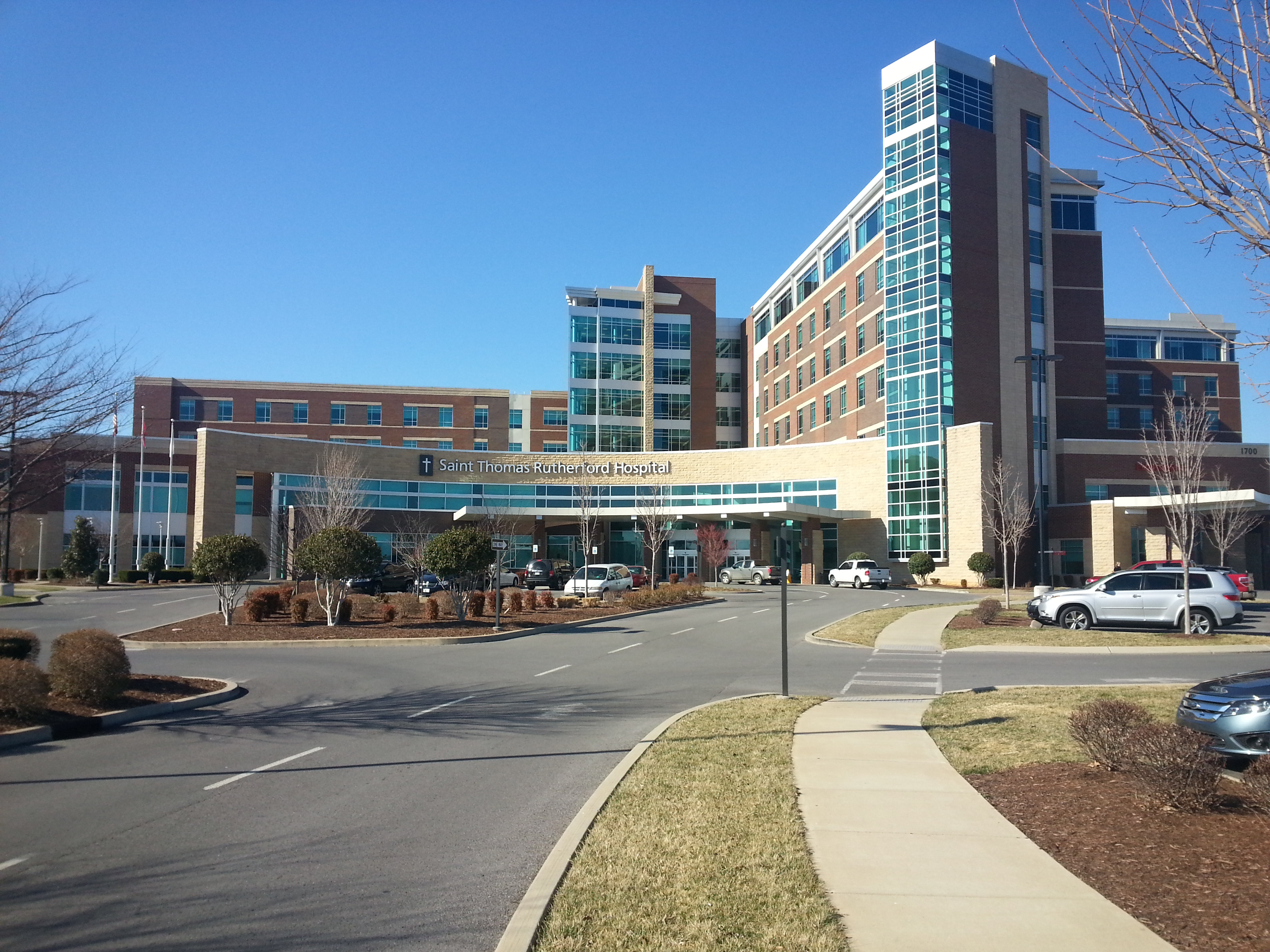
Szpital w Mufreesboro

Murfreesboro – miasto w hrabstwie Rutherford, w stanie Tennessee, w USA. Szóste co do wielkości miasto stanu. Należy do obszaru metropolitalnego Nashville.
Miasto znajduje się w środkowej części stanu Tennessee. Jest jednym z najszybciej rozrastających się miast w Stanach Zjednoczonych pod względem liczby ludności. W latach 2010–2020 populacja wzrosła o 40,5% do 152,8 tys. mieszkańców. 
W Murfreesboro znajduje się największy w stanie Tennessee uniwersytet Middle Tennessee State University.

## Historia
Miasto zostało założone w 1811 i na początku nazwano je "Cannonsburgh" na cześć polityka z Tennessee Newtona Cannona, ale wkrótce zmieniono nazwę na "Murfreesboro" od Hardy Murfree, bohatera walczącego w czasie wojny o niepodległość Stanów Zjednoczonych (1775-1783).
31 grudnia 1862 w okolicach miasta miała miejsce bitwa o Murfreesboro czasie wojny secesyjnej (1861-1865). Miejsce bitwy jest obecnie miejscem historycznym.

## Transport
Lotniska
- Nashville International Airport kod lotniska IATA to (BNA) – lotnisko w Nashville (około 50 km od miasta);
- Smyrna Airport (MQY) – lotnisko w Smyrna (około 20 km od miasta);
- Murfreesboro Municipal Airport (MBT);

Przez Murfreesboro przebiega autostrada nr 24 i kilka innych ważnych dróg.
Komunikacja miejska

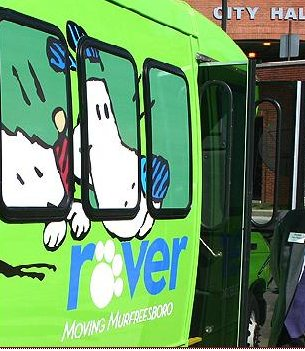
Autobus sieci "Rover"

Miasto złożyło zamówienie na zakup dziewięciu autobusów miejskich. Każdy autobus jest przystosowany do przewozu szesnastu osób i dwa miejsca dla osób na wózkach inwalidzkich. System nazywa się "Rover" i działa od kwietnia 2007. Wszystkie autobusy są jasnozielone.
Autobusy kursują na sześciu trasach: Memorial Boulevard, NW Broad Street, Old Fort Parkway, South Church Street, Mercury Boulevard i Highland Avenue. Opłata za przejazd w 2009 wynosi 1 dolar dla dorosłych, 50 centów dzieci w przedziale wiekowym 6-16 lat oraz osoby powyżej 65 roku życia, dzieci poniżej 6 lat nie płacą za przejazd. System działa od poniedziałku do piątku w godzinach od 6 z rana do 6 wieczorem.

## Demografia
Według danych za lata 2017–2021, 6,5% mieszkańców było urodzonymi poza granicami Stanów Zjednoczonych, a struktura rasowa miasta wyglądała następująco: biali nielatynoscy – 66,7%, czarni lub Afroamerykanie – 18,5%, Latynosi – 7,3%, rasy mieszanej – 5,2% i Azjaci – 3,3%.

### 2000
W 2000 mieszkało 68 816 ludzi było 26 511 gospodarstw domowych i 15 747 rodzin. Średnia wieku 29 lat. Na 100 kobiet przypada 98,7 mężczyzn. Średni dochód gospodarstwa domowego w mieście wynosił 39 705 USD na dla rodzinę 52 654 USD. Średni dochód przypadający na mężczyznę 36 078 USD, na kobietę 26 531 USD.
Skład etniczny
- Biali 79,85%,
- Afroamerykanie 13,89%,
- Indianie 0,28%,
- Azjaci 2,69%,
- inne

Grupy wiekowe:
- 0-18 lat: 20,5%
- 18–24 lat: 30,8%
- 25–44 lat: 17,3%
- od 45 wzwyż: 8,8%

## Związani z Murfreesboro
- James M. Buchanan – ekonomista, laureat Nagrody Nobla 1986;
- Frank A. Gumm – ojciec aktorki i piosenkarki Judy Garland;
- Jean MacArthur – żona generała Douglasa MacArthura;
- Sarah Childress Polk – pierwsza dama USA; żona prezydenta Jamesa Polka;
- M. Rhea Seddon – astronauta;
- Andre Norton – pisarka powieści fantastycznonaukowych;